# Crateromorpha thierfelderi
Crateromorpha thierfelderi är en svampdjursart som beskrevs av Schulze 1886. Crateromorpha thierfelderi ingår i släktet Crateromorpha och familjen Rossellidae. Inga underarter finns listade i Catalogue of Life.